# Mola tecta
Mola tecta (лат. ) — вид лучепёрых рыб из семейства луны-рыбы отряда иглобрюхообразных. Близкородственна с другими видами рода, но больше и шире, чем обыкновенная луна-рыба (Mola mola). Впервые была открыта на берегу близ Крайстчерча (Новая Зеландия) в 2014 году. Mola tecta стал первым новым видом рода, открытым за последние 130 лет. Вид был описан в 2017 году австралийской учёной Марианной Найгард (англ. Marianne Nyegaard) из  Университета Мёрдока в Перте.

## Описание
Тело луны-рыбы тоньше и имеет более гладкую форму у взрослых рыб по сравнению с другими видами рода. В отличие от других видов, у Mola tecta отсутствуют характерные бугорки на коже и небольшой нарост на спинном плавнике. Крупнее, чем другие виды луны-рыб, достигает до 3 метров в длину и весит до 2 тонн.

## Ареал
Обитает в южном полушарии, обнаружена у побережья Новой Зеландии, Австралии, Южной Африки и Чили. Однако, была замечена и в северном полушарии, в частности у берегов Нидерландов (в 1889 году, когда была принята за обыкновенную луну-рыбу) и найдена на берегу Калифорнии (США) в 2019 году.

## Питание
Питаются сальпидами.